# A la memòria dels membres de la Marina dels EUA
A la memòria dels membres de la Marina dels EUA és un monument situat al Portal de la Pau de Barcelona, obra de l'escultor barceloní Gabriel Alabert, dedicat als 49 marines i mariners de la Sisena Flota de la Marina dels Estats Units d'Amèrica, que van morir la nit del 17 de gener de 1977 en xocar la llanxa en la que tornaven als seus vaixells, el portaavions USS Guam i el vaixell amfibi USS Trenton, amb un vaixell mercant, l'Urlea. La llanxa, la LCM-6, anava sobrecarregada amb 130 homes i a una velocitat excessiva, en maniobrar per evitar la col·lisió va bolcar. Eren les 2:15 h. A les 3 h, els submarinistes del Cos de Bombers de Barcelona es llençaven a l'aigua. Van trobar homes sota la barca, en una bombolla d'aire, i van buidar una botella d'aire per que en tinguessin més. Van rescatar 5 homes vius. Al matí, ja amb llum solar, Bombers, el Centre de Recuperació i d'Investigacions Submarines (CRIS), la Marina de Guerra Espanyola i l'Americana van establir una base d'operacions a les portes de l'Estació Marítima. Durant 3 dies van estar rescatant cossos.
En el primer aniversari de l'accident, el consolat dels EUA a Barcelona va encarregar un monument a Gabriel Alabert. Es va col·locar prop d'on la llanxa va bolcar, però en el 20è aniversari es va traslladar al lloc actual, prop d'on van embarcar els marines. L'escultura està formada per un monòlit amb els noms dels marines morts gravats a la pedra, amb una placa amb la inscripció en anglès: 'En memòria dels membres de l’Armada americana i del cos de Marines, que servien al USS Guam i al USS Trenton i que van perdre la vida en aquest port el 17 de gener de 1977. I com a gratitud als funcionaris, ciutadans i equips de rescat de Barcelona per la seva col·laboració amb l’Armada nord-americana'. Incorpora l'emblema dels marines nord-americans, la US Navy Anchor (l'àncora de la Marina dels EUA). Sobre la pedra una escultura de ferro representa una àmfora rodejada d'ones.